# 190 pr. n. št.

## Dogodki
- - ustanovljena prva armenska država

## Rojstva
- - Hiparh, grški astronom, geograf, matematik (približni datum) († okoli 120 pr. n. št.)
- - Selevk, kaldejski (grški) astronom filozof (približni datum) († ???)